# Cliff Bastin
Pour les articles homonymes, voir Bastin.
Clifford « Cliff » Sidney Bastin est un footballeur anglais né le 14 mars 1912 à Heavitree près de Exeter et mort le 4 décembre 1991.
Il commença sa carrière à Exeter City en 1928 à l'âge de 16 ans. Avec seulement 17 matchs joués et 6 buts inscrits son talent était si évident qu'il signa pour la somme de 2 000 livres à Arsenal FC sous la direction de Herbert Chapman.
Il disputa le reste de sa carrière à Arsenal, jouant au total 396 matchs et inscrivant 178 buts. Il reste le meilleur buteur de l'histoire du club de 1939 à 1997, quand son total fut battu par Ian Wright, qui fut lui-même dépassé par Thierry Henry en 2005. Une grande partie des buts qu'il inscrivit le furent grâce à l'appui sportif de Alex James. Il faut aussi noter que sa carrière fut interrompue par la Seconde Guerre mondiale sans quoi son total de buts aurait pu être bien plus impressionnant.
Après sa carrière, il retourne dans sa ville natale d'Exeter et ouvre un pub, le "Horse and Groom". Il meurt en 1991 à l'âge de 79 ans. Le stade d'Exeter, St James' Park, porte une tribune à son nom.

## Palmarès

### Club

#### Arsenal
- Première Division
  - Champion: 1930-31, 1932-33, 1933-34, 1934-35, 1937-38
  - Vice-champion: 1931-32
- FA Cup
  - Vainqueur: 1930, 1936
  - Finaliste: 1932
- Charity Shield
  - Vainqueur: 1930, 1931, 1933, 1934, 1938
  - Finaliste: 1935, 1936

### Distinctions individuelles
Introduit à l'English Football Hall of Fame en 2009
Introduit à l'Exeter City Hall of Fame en 2014